# Бомбала
Бомбала — город, располагающийся в регионе Монаро на юго-востоке Нового Южного Уэльса в Австралии (район Бомбала). Он расположен от столицы штата, Сиднея, примерно на 485 км и на 80 км к югу от города Ку́ма. Название города происходит от аборигенного слова, которое обозначает «встречу вод». Населенный пункт располагается на берегах реки Бомбала. В 2006 году население города составляло 1 206 человек.
В 1903 г. Бомбала был предложен в качестве места для парламента Австралии Кингом О’Мэлли. Основанием для этого являлось расположение между городами Мельбурн и Сидней. Это предложение было отвергнуто из-за выбора Канберры. Железнодорожные пути были проведены в Бомбала в 1921 г. и закрылись в 1986 г. В расположенный на берегу реки Бомбала была проведена железнодорожная полоса в качестве расширения путей сообщения от Квинбеяна к Ку́ме. Линия до сих пор известна, как «линия от Гоулбёрна к Бомбала».
Основные отрасли занятости включают в себя пастбищное животноводство и лесозаготовки. Туризм имеет все большее значение для местной экономики. Также существует небольшое количество производителей мяса кроликов, лаванды и других растений. Делегация расположена в 36 км от Бомбала в графстве Бомбала.
Возможно, район наиболее известен благодаря самой большой популяции утконосов на территории Нового Южного Уэльса.
| Ср. максимальная температура | Ср. минимальная температура | Годовое количество осадков |
| ---------------------------- | --------------------------- | -------------------------- |
| 17,8 °C                      | 5,1 °C                      | 496,9 мм                   |

## Галерея изображений

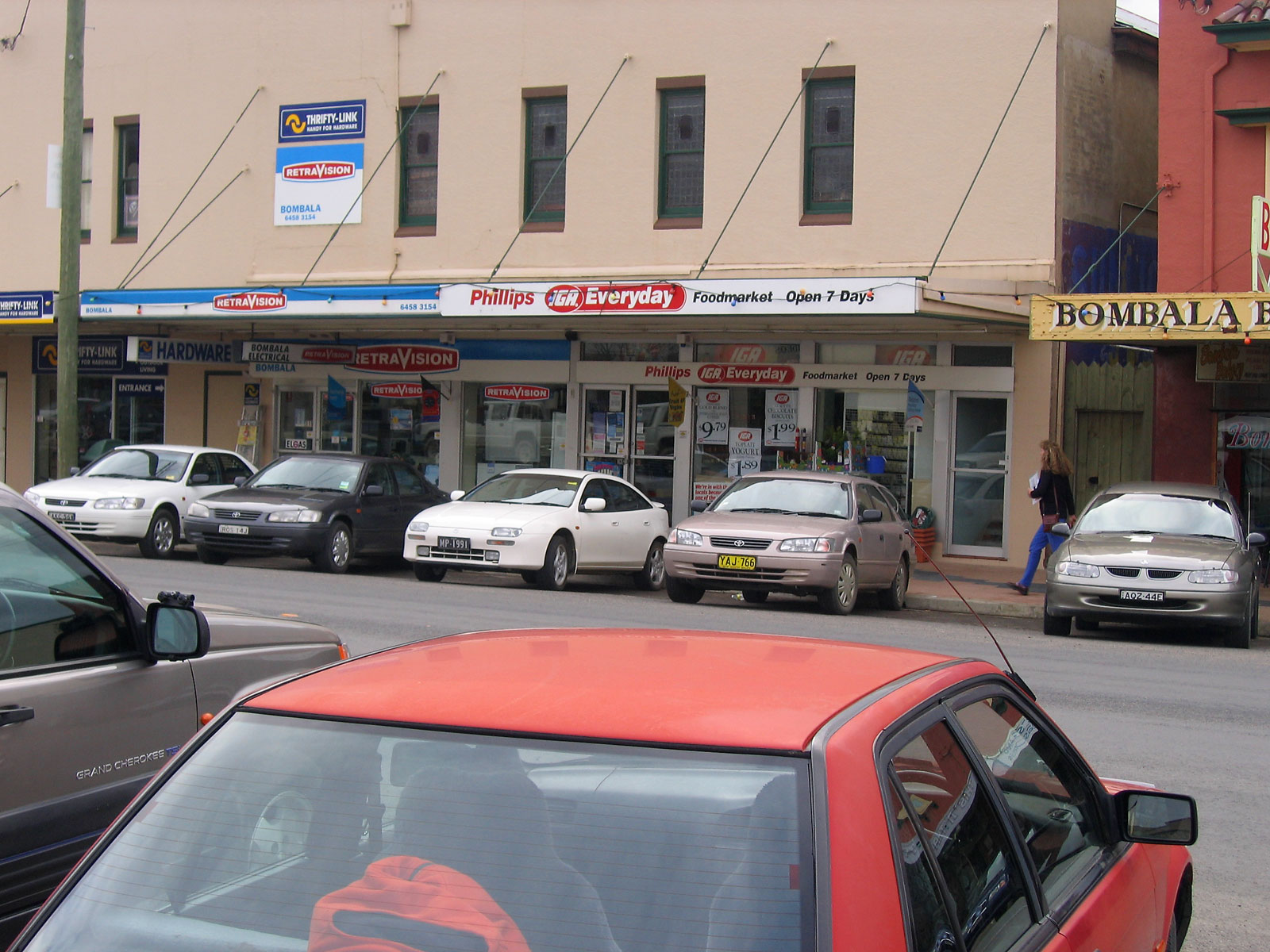
Типичная улица Бомбала, полная припаркованных машин
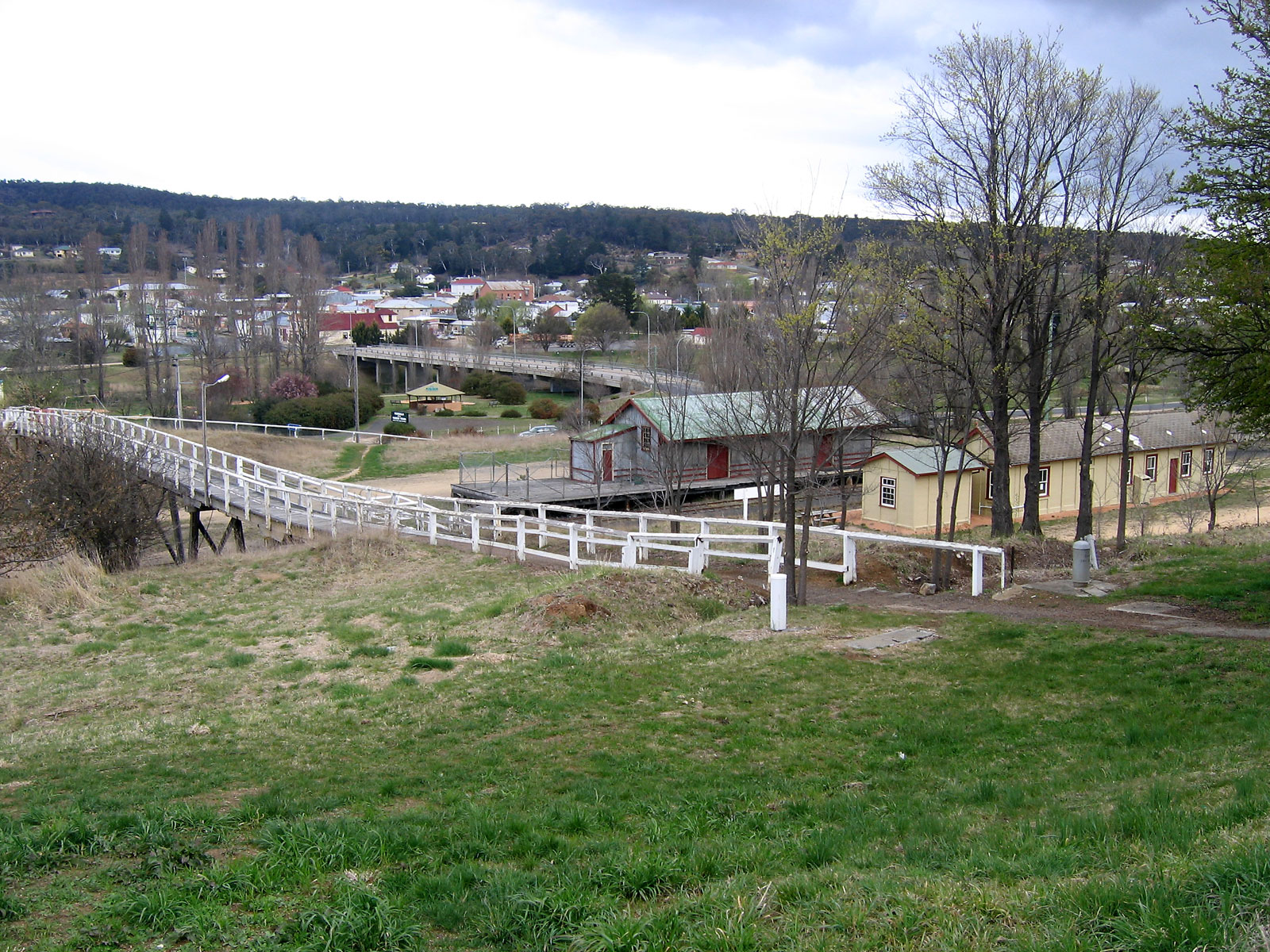
Вид на центр Бомбала. На изображении виден мост через железнодорожную линию Бомбала. Строение справа — ЖД станция, на заднем плане виден мост через реку Бомбала.